# Wappen der Gemeinde Trogen
Das Wappen der Gemeinde Trogen ist ein Hoheitszeichen der Gemeinde Trogen im Landkreis Hof in Bayern. Trogen liegt im Bayerischen Vogtland.

## Blasonierung
Die Blasonierung des Wappens lautet wie folgt:

„Über silbernem Zinnenschildfuß in Schwarz ein wachsender rot bewehrter und gekrönter goldener Löwe, der in seinen Vorderpranken einen von Silber, Rot und Schwarz geteilten Schild hält.“

## Geschichte und Begründung

Collage verschiedener Wappenformen

Das Löwe im Wappen entspricht dem vogtländischen Löwe und ist dem Wappen der Vögte von Weida entnommen, unter deren Herrschaft der Ort gegründet wurde. Die Farben Silber und Schwarz stammen von den Markgrafen von Kulmbach-Bayreuth, zu deren Herrschaftsgebiet Trogen ab 1373 gehörte. Die drei Zinnen im Schildfuß erinnern an drei Rittersitze im Ort (Rittersitze Wasserburg, Trogen-Zech und Oberes Gut), die den Grafen Reuß, den Markgrafen und Kursachsen unterstanden. Die Farben im Schildchen sind die der Herren von Feilitzsch, die diese seit dem 14. Jahrhundert führten.
Das Wappen wurde durch den Gemeinderat festgelegt und ist seit 1979 in Gebrauch. Der Regierungsbezirk Oberfranken stimmte dem Wappen mit Schreiben vom 9. Oktober 1979 zu.

## Belege
1. 1 2  Haus der Bayerischen Geschichte - Eintrag Trogen. Abgerufen am 29. September 2023.
2. ↑  Chronik und Geschichte. Abgerufen am 29. September 2023.